# Сосновоборский художественный музей современного искусства
Сосновоборский Художественный Музей Современного Искусства  — первый музей современного искусства в России. Основан в 1991 г. Располагается на ул. Ленинградской, 56а в городе Сосновом Бору Ленинградской области. Собрание живописи музея охватывает период со второй половины XX в. до наших дней.

## История музея
«Сосновоборский Художественный Музей Современного искусства»  был открыт 1 ноября 1991 года в городе Сосновый Бор Ленинградской области. Музей расположился в специально спроектированном и построенном для него здании. Единственный в Санкт-Петербурге и Ленинградской области музей, специализирующийся на популяризации творчества художников СССР, РСФСР и РФ.
С момента открытия музея в 1991 году до 2022 года его заведующей была Долгополова Зинаида Степановна.  
 С ноября 2022 года заведующей стала искусствовед Коновалова Анастасия Александровна.

## Коллекция
Основой коллекции музея послужили художественные произведения второй половины XX века и современного искусства, собранные из государственных фондов СССР и РСФСР, частных коллекций, закупок и дарений.
В фондах музея представлены работы видных художников соцреализма, Ю. Непринцева, М. Клещар-Самохваловой, В. Ветрогонского и Т. Яблонской.  Ленинградских художников-нонконформистов и участников выставки в  ДК им. Газа, представителей самого крупного в СССР объединения независимых художников Товарищества Экспериментального Изобразительного Искусства (ТЭИИ) Н. Сажина, К. Миллера и Г. Богомолова. Таких известных мастеров как О. Яхнин, Е. Щербаков, А. Харшак, Р. Доминов, В. Янтарев, художников «Петербургской школы фантастического реализма» Н. Данилевского и Н. Ходячевой. Признанного классика современной петербургской графической школы Ю. Люкшина и др.
Собрание насчитывает 7741 предмета, из них 2162 предметов основного фонда — живопись, графика, скульптура и ДПИ.

## Технические параметры музея
Площади музея: экспозиционно-выставочная — 620 м², временных выставок — 360 м², фондохранилищ — 25 м².
Художественный музей современного искусства изучает и популяризирует творчество современных художников России. В музее проводятся выставки художников России, СНГ и современных западноевропейских мастеров изобразительного искусства, проводятся экскурсии, лекции. Музей ведёт научно-исследовательскую работу, проводит конференции, семинары, «круглые столы». Издательская деятельность включает в себя выпуск публикаций о коллекции музея, сборников статей и конференций.
Основная работа в сфере научно-просветительской деятельности направлена на молодёжь. Реализован проект форума «Мы — дети Атомграда». Конечная задача Форума — создать содружество молодёжных организаций в городах атомщиков России и дальнего зарубежья.
В марте 2023 года, после посещения музея губернатором Ленобласти А. Ю. Дрозденко, принято решение о капитальном ремонте и реконструкции музея.

## Юридический статус
Сосновоборский художественный музей современного искусства является организацией регионального областного подчинения. 
Основные виды деятельности музея: культурно-массовая, исследовательская и учебная. Помимо основной экспозиции и исследования фондов, в музее проводятся образовательные программы.
«Сосновоборский Художественный Музей Современного Искусства» с юридической точки зрения  является музеем , и зарегистрирован  в Государственном музейном фонде. Сосновоборский Художественный Музей не занимается бизнесом, коллекция постоянная, экспонаты не продаются.